# Lloyd Glen Johnson
Lloyd Glen Johnson (Vancouver; 22 de abril de 1951) es un exfutbolista canadiense y miembro destacado de los Vancouver Whitecaps de la NASL. Es un parte del Salón de la Fama del Fútbol de Canadá.

## Trayectoria
En la Liga de la Costa del Pacífico, hizo su debut con solo 16 años con Vancouver Firefighters FC. La temporada siguiente, se unió al Vancouver Eintracht y lideró al equipo con ocho goles.
Después de la temporada 1968-69, se unió a los Vancouver Spartans de la Liga de Fútbol de Canadá Occidental y anotó 14 goles en solo seis semanas. A pesar de jugar solo la mitad de la campaña, terminó segundo en anotaciones de liga detrás de John Schepers.
Se marchó con West Bromwich Albion después de que Alan Ashman lo viera en mayo durante una gira de Albion por Canadá. Jugó solo 3 partidos de liga antes de sufrir una lesión en la rodilla.
Pasó a jugar cuatro temporadas en la NASL con Vancouver Whitecaps de 1974 hasta 1977. También jugó para el Vancouver Columbus FC en 1978, 1979 y 1980.

## Selección nacional
Hizo oficialmente ocho apariciones internacionales "A" con Canadá entre 1972 y 1976, seis de las cuales fueron en las eliminatorias de la Copa Mundial de la FIFA.
Marcó en su debut el 20 de agosto de 1972 en el King George V Park. Jugó en cuatro partidos contra Estados Unidos, tres partidos contra México y uno contra Polonia.

### Participaciones en clasificatorias
| Clasif.              | Sede   | Resultado | Part. | Goles |
| -------------------- | ------ | --------- | ----- | ----- |
| Clasif. Mundial 1974 | Varias | Eliminado | 4     | 1     |
| Clasif. Mundial 1978 | Varias | Eliminado | 2     | 0     |

## Clubes
| Club                   | País       | Año       |
| ---------------------- | ---------- | --------- |
| Vancouver Firefighters | Canadá     | 1967-1968 |
| Eintracht Vancouver    | Canadá     | 1968-1969 |
| Vancouver Spartans     | Canadá     | 1969-1971 |
| Eintracht Vancouver    | Canadá     | 1972      |
| Norburn                | Canadá     | 1972-1973 |
| Vancouver Pegasu       | Canadá     | 1973-1974 |
| West Bromwich Albion   | Inglaterra | 1974      |
| Vancouver Whitecaps    | Canadá     | 1974-1977 |
| Vancouver Columbus     | Canadá     | 1978-1980 |